# Arkelloop
De Arkelloop heeft twee bronnen. De noordelijkste ligt aan de kriekelaarhoeve te Waarloos, de andere in het Klokkeveld te Duffel.
De beek stroomt van daar naar de Duffelse wijk Senthout om aldaar samen met de Roelaardloop de Babelsebeek te vormen.
Deze komt samen met de Lachenenbeek ter hoogte van het Hof van Lachenen en samen stromen ze de Nete in.